# Illa Tiburón
Tiburón (Tahéjöc en seri) és una illa del golf de Califòrnia, al nord-oest de Mèxic. Pertany a l'estat de Sonora, de les costes del qual és separada per l'estret de l'Infiernillo.
Té uns 54 km de llargada per uns 30 km d'amplada, i és força muntanyosa (1.218 metres d'altitud màxima). El clima és tropical sec.